# Aeone
Aeone, auch Vikki, eigentlich Victoria Watson (* 1959 in Liss, England) ist eine britische Sängerin und Komponistin.

## Leben und Wirken
Als Vikki gewann sie die britische Vorentscheidung zum Eurovision Song Contest 1985 und durfte daher beim Wettbewerb in Göteborg antreten. Mit dem von ihr mitkomponierten Popsong Love Is… erreichte sie den vierten Platz.
Seit Anfang der 1990er Jahre veröffentlichte sie New-Age-Musik und sphärische Weltmusik mit Synthesizer-Klängen. Sie lebt seit Mitte der 1990er Jahre in Los Angeles und veröffentlicht unter dem Namen Aeone.

## Diskografie
Alben
- 1991: Window to a World (als Vikki Watson)
- 1999: Aeone
- 1999: The Celtic Tales
- 1999: The Woman’s Touch
- 2002: Point of Faith
- 2007: The Blessing